# Sun Quan

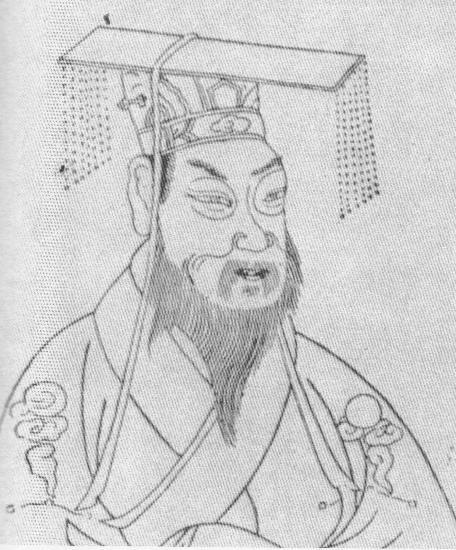
Sun Quan

Sun Quan (Zhongmou) (5 juli 182 (18 mei volgens de Chinese kalender) - 21 mei 252 (16 april volgens de Chinese kalender)) (jiaxiang: Zhejiang, Hangzhou, Fuyang 浙江杭州富阳) was een zoon van de Sun Jian en keizer van de Wu. Hij regeerde van 200 tot 222 als markies, van 222 tot 229 als koning en tot 252 als keizer van Wu.
Hij leefde in zijn thuisland Fuchun en na zijn vaders dood aan de benedenloop van de Jangtsekiang, maar nadat zijn oudere broer Sun Ce was vermoord door aanhangers van Xu Gong, nam hij ook zijn gebied ten zuidoosten van de Jangtsekiang over.
Sun Jian en Sun Ce's beste officeren, zoals Zhou Yu, Zhang Zhao, Zhang Hong, and Cheng Pu bleven loyaal aan de familie. Sun Quan kon zijn rijk uitbreiden na de slag bij Jiangxia in 208 waarbij Huang Zu, generaal in het leger van Liu Biao sneuvelde. Liao Biao bezat de Jingprovincie en was verantwoordelijk voor de dood van Sun Jian.
Hij werd in 222 koning onder de Wei-dynastie van Cao Pi, vanwege het gevaar dat vanuit Shu kwam. Maar Cao Pi verbrak dat verbond door Wu op haar moment van zwakte aan te vallen toen het in oorlog was met Shu. Het Wei-leger werd echter weerstaan. Het duurde tot 229 totdat Sun Quan besloot zichzelf tot keizer te verklaren.
Hij overleed op 21 mei 252 en werd als keizer van Wu opgevolgd door zijn zoon Sun Liang.